# 藤元明緒
藤元 明緒（ふじもと あきお、1988年3月15日 - ）は、日本の映画監督、脚本家である。大阪府出身。ビジュアルアーツ専門学校大阪卒業。

## 来歴
大阪国際大学にて心理学や社会学を学んだ後、ビジュアルアーツ専門学校大阪 放送・映画学科に入学し、映画制作を学ぶ。 
卒業後、拠点を東京に移し、5年の月日をかけて2014年に日本とミャンマーを舞台にした『僕の帰る場所』を制作した。本作は第30回東京国際映画祭の「アジアの未来」部門に正式ノミネートされ、作品賞と国際交流基金アジアセンター特別賞の2冠を達成。33の国際映画祭で上映される。
長編2作目となる『海辺の彼女たち』では、国際的な登竜門として知られる第68回サンセバスティアン国際映画祭の新人監督部門に選出されたほか、第13回TAMA映画祭最優秀新進監督賞を受賞した。更には日本映画製作者協会がその年度で最も優れた新人監督を選出する第26回新藤兼人賞の金賞を受賞した。2022年に開催した、第3回大島渚賞の受賞者として決定された。

## 作品
- 僕の帰る場所 (2017) - 監督・脚本・編集[3]
- 海辺の彼女たち (2021) - 監督・脚本・編集[4]